# The Hill (Zeitung)

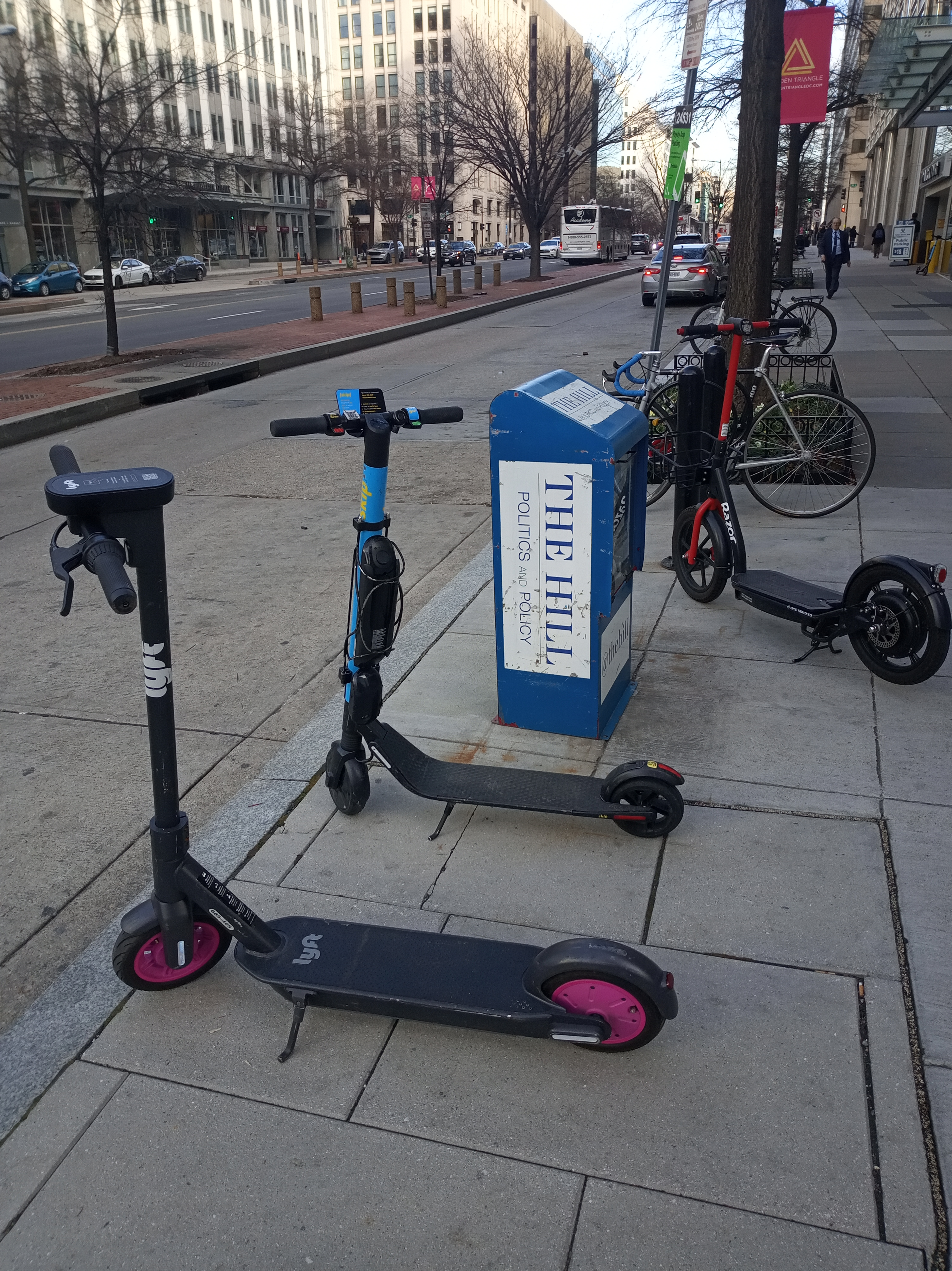
Zeitungsbox The Hill auf der K Street (Washington, D.C.)

The Hill ist eine US-amerikanische (Online-)Zeitung mit Sitz in Washington, D.C.
Schwerpunkte sind die US-amerikanische Politik, die Parteien der USA, Wirtschaft und internationale Beziehungen sowie der US-Kongress, das Weiße Haus und Wahlen.

## Hintergrund
Die Zeitung wurde 1994 als gedruckte Zeitung begründet, wird aber heute überwiegend als Online-Medium vertrieben.
Die Zeitung wird in Zeitungsboxen im politischen Washington weiterhin in gedruckter Form gratis ausgelegt und jedem Kongressmitglied, dem Weißen Haus, Pressevertretern, Lobbygruppen sowie Wirtschafts- und Interessenverbänden zugesandt.

## Videoformat Hill TV

### Rising
Im Juni 2018 gründete die Zeitung den Videoableger Hill.TV. In Eigenproduktion wurde zunächst die Sendung Rising produziert. Die Morningshow soll ein breites politisches Spektrum abdecken. Kernelement der Sendung sind die Monologe der Moderatoren von jeweils etwas 10 Minuten Dauer. Die Moderatoren sind jeweils unterschiedlichen politischen Spektren zuzuordnen. Im Anschluss diskutieren die Moderatoren die vorgetragenen Meinungen. Weiterhin werden Interviews geführt, mit Experten und politischen Strategen, welche der Demokratischen Partei oder der Republikanischen Partei zuzuordnen sind.
Moderatoren der Sendung waren zunächst Krystal Ball und Saagar Enjeti. Mai 2021 kündigten Ball und Enjeti, um die YouTube Sendung Breaking Points zu produzieren. Neue Rising-Moderatoren wurden zunächst Ryan Grim und Emily Jashinsky. 2021 folgte Kim Inversem und Robby Soave. April 2022 folgte Briahna Joy Gray als Moderatorin und im Mai 2022 wechselten Ryan Grim und Emily Jashinsky zu Rising Friday.

### Rising Friday
Rising Friday ist Wochenrückblickssendung, welche ab Mai 2022 anstelle einer Freitagsausgabe von Rising gesendet wird. Moderiert wird Rising Friday von Ryan Grim und Emily Jashinsky.